# Böjt

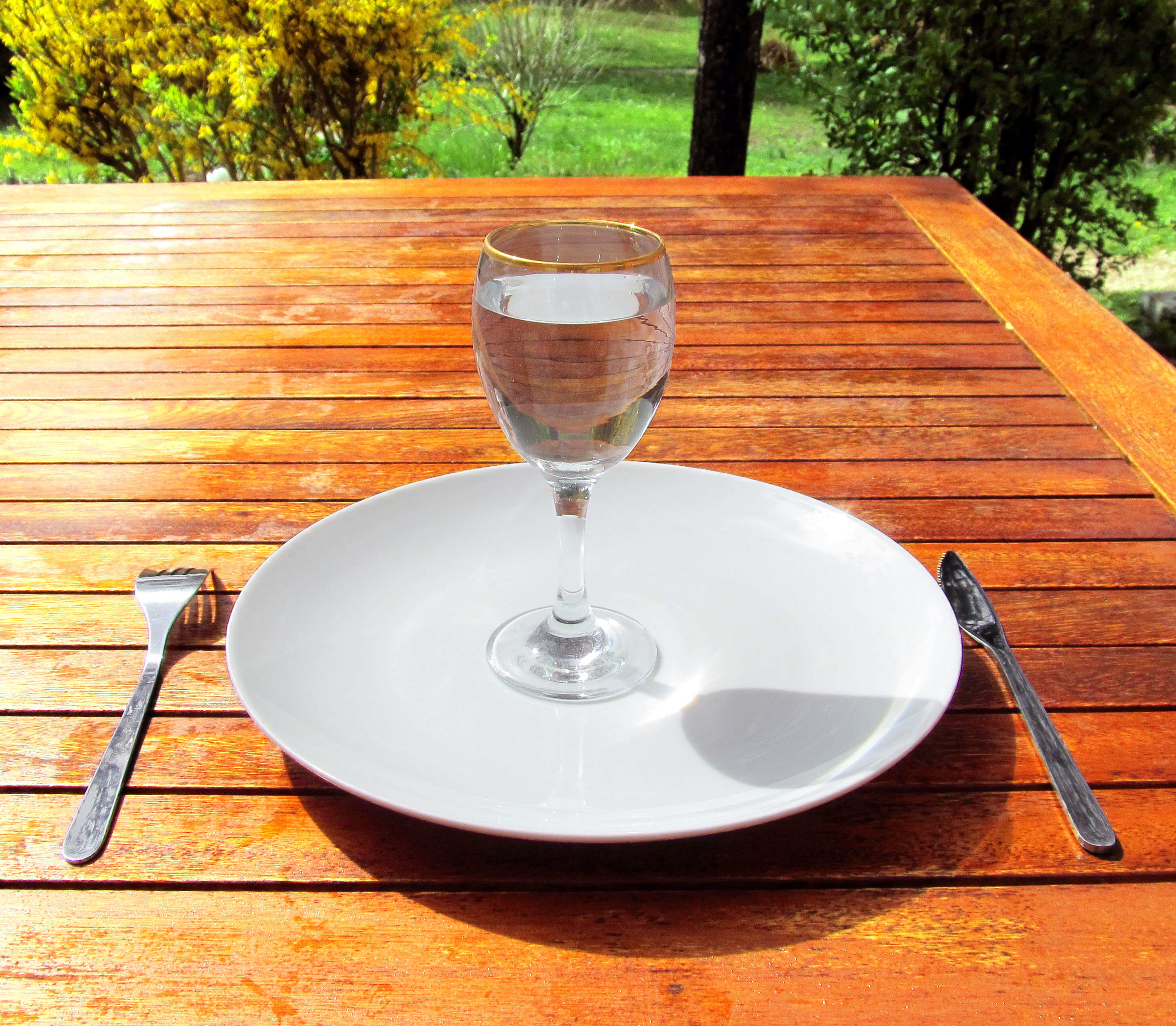
Az igazi böjt azt jelenti, hogy a böjtölő csak vizet fogyaszt

A böjt tartózkodás az evéstől, ivástól, vagy valamilyen tevékenységtől. Táplálkozás esetén a böjt lehet részleges vagy teljes, attól függően, hogy például valaki csak bizonyos fajta ételektől tartózkodik, vagy pedig minden ételtől és italtól. Amikor ebben a szócikkben böjtről beszélünk, az teljes táplálékmegvonást jelent, amikor a böjtölő csak vizet fogyaszt, hacsak nem külön van említve az, részleges böjtként.
A böjt változó időtartamú lehet, egy naptól akár egy hónapnál is tovább tarthat. Tudatosan böjtölni vallási, spirituális, politikai vagy egészségügyi okokból szoktak. A rövid idejű böjtök minden ember életének részei, amint az evés és nem-evés váltják egymást, az angol nyelvben ezért nevezik a reggelit breakfast-nek, vagyis böjt-(meg)törésnek.
Orvosi szempontból úgy vélik, hogy a böjt 16 órával az utolsó étkezés után kezdődik.

## Vallásos böjt

### Történeti áttekintés

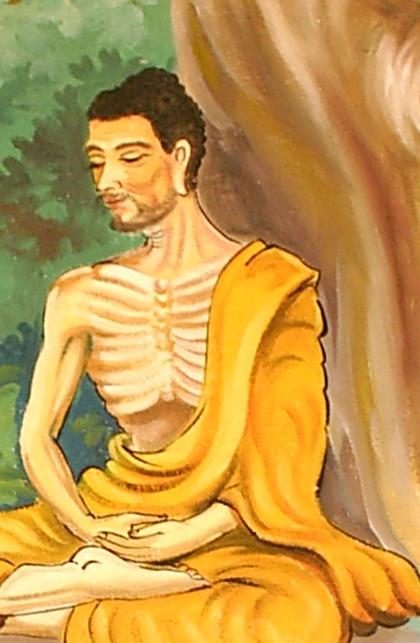
Az aszkéta Buddha meditál

Sok nagy vallásalapító hangsúlyozta a böjt fontosságát, amely egy eszköze a világ jobb megértésének, érzékenyebbé tesz Isten teremtményeivel és embertársainkkal szemben és erősíti az érzékeket. Azt tanították, hogy segítségével közelebb kerülhetünk Istenhez, mivel nemcsak a test, hanem a lélek és a szellem is megtisztul. 
A böjt szinte az összes világvallás szerves részét képezi.
Jézus a küldetésére hosszú böjttel készült fel. Buddha, Mohamed, Zarathustra, Konfuciusz, Mahávíra szintén böjtölt.
A misztériumvallások a vizionárius álmokat és az isteni titkok felismerését remélték a böjttől. Ezek a kultuszok ismerték az inkubáció gyakorlatát. Lefeküdtek az istenség szentélyében és ott aludtak, hogy boldogító, üdvhozó és megvilágosító álmaik legyenek. Az ilyen álomlátó alvásra böjttel készültek elő. Mindenekelőtt a jóshelyek prófétáinak és papjainak kellett böjtölniük, hogy megtudakolják az istenség az emberek számára adott utasításait. A klároszi  jóshely prófétájának pl. három napig kellett böjtölnie, mielőtt a jóslatot kihirdette. A böjt tette fogékonnyá az isteni sugallat iránt. 
Az újplatonikusok azt tartották, hogy a böjt istenhez teszi hasonlóvá az embert, és elvezet az istennel való bizalmas viszonyra. A böjt által arra törekedtek, hogy megszabadítsák a lelket az érzékiség béklyóitól, s ezáltal elérjék a megtisztulást, az istenihez való hasonulást és a vele való egyesülést. 
A manicheusok rendszeresen, minden héten böjtöltek.

#### Izráel
Mózes 40 napi teljes böjt után kapta kézhez a Tízparancsolatot.
Tertullianus így ír Mózesről: "Negyven nap és negyven éjjel az emberi természet képességeit meghaladó módon a szellemi hitben az erényt megmutatva a böjtöt állandósította, és szemével látta Isten dicsőségét, fülével hallotta Isten hangját, szívében fontolgatta Isten törvényét." 
A Károlyi-biblia a böjtöt a sanyargatás szóval is kifejezi, például az izraeliták nagy engesztelési napján.
Az Ószövetségben a böjt – a gyász kifejezésén túl – a bűnbánat és a megtérés egyik legőszintébb formája amely alázatra nevel és felébreszti bennünk annak tudatát, hogy nem közeledhetünk Istenhez gőgös büszkeséggel.
Jósafát király Júda egész népére böjtben való megalázkodást és imádkozást hirdetett és Isten megszabadította őket az ellenségtől. Azáltal hogy emberek megalázták magukat Isten előtt böjtölésben és imában, Ninive városa is a megmenekülését köszönhette, akárcsak Akháb király, vagy a zsidók a megmenekülésüket Eszter királyné idejében
Isten felszólította népét, hogy bűnbánva, böjtölve térjenek meg:
 "Térjetek meg hozzám teljes szívetekből, böjtölve, sírva és gyászolva. A szíveteket szaggassátok meg, ne ruháitokat!" 
 "Fújjatok kürtöt a Sionon, (Kiáltvány az egész néphez) szenteljetek böjtöt .. kiáltsatok az Úrhoz!" 
A "szenteljetek" szó itt arra utal, hogy rá kell szánni, el kell különíteni időt Isten számára, amikor böjtölünk. Isten lelki gyógymódja tehát azzal veszi kezdetét, hogy az emberek böjtöt szentelnek, és nagyon elkötelezetten kiáltanak hozzá: imában keresik őt.
A Biblia tanítása szerint a böjtölés erőteljessé teszi az imádságot. A böjtben éberek leszünk és nyitottak a lelki valóság iránt, nyitottak Isten előtt, Isten lelke számára. Teli gyomorral önelégült jelleget ölthet az imádság. Istennek "üres edényekre" van szüksége – nem pedig olyanokra, akik már annyira elteltek önmaguktól, hogy Ő már nem tudja a saját lényét kiárasztani rajtuk keresztül.
Dániel több napig böjtölt, hogy megismerje a király álombeli látomását, s ezáltal elnyerje a kegyelmet, hogy megértse az álom jelentését.
Ésaiás próféta és Jézus arról szól, hogy önmagában az ételek megvonása, a (mózesi hagyományok óta tartott) böjt csak formális marad és Istennél visszatetsző, ha az nem társul önvizsgálattal és megtéréssel. A testi böjtnek a szellemi böjttel kell együtt járnia, azaz a gonosz és rossz gondolatoktól és tettektől való tartózkodással.
Az esszénus tanok követői rendszeresen böjtöltek. Az Esszénus Béke Evangélium első könyve  Jézus szavaival teljes kötetet szentel a böjtnek és táplálkozásnak.
"Ha azt akarjátok, hogy belétek hatolhasson Isten eleven igéje és hatalma, akkor ne piszkítsátok be a testeteket és lelketeket; mert testetek a lélek temploma és a lélek Isten temploma... Újítsátok meg magatokat és böjtöljetek! Mert bizony mondom nektek, hogy Sátánt és az ő gyötréseit csak böjttel és imával űzhetitek ki..."
A zsidó aszkéták, mint az esszénusokhoz hasonló egyiptomi therapeuták akár hat egymást követő napon is böjtöltek.
Jézus Krisztus 40 napig böjtölt a sivatagban, mielőtt megkezdte volna tanítói szolgálatát. 

Keresztelő János, akit Jézus a korának legnagyobb (szent) embereként nevez, gyakran böjtölt.

#### Kereszténység

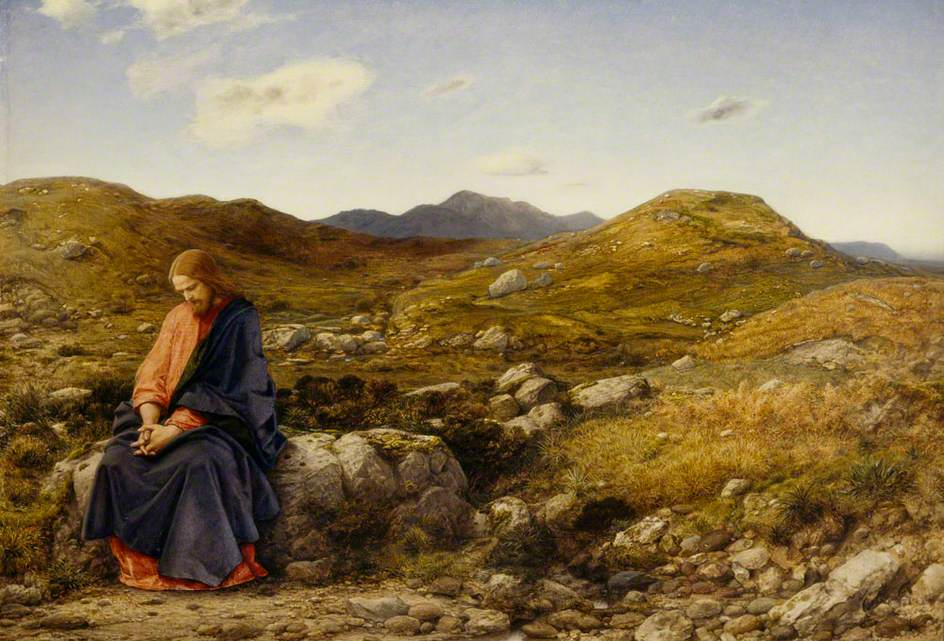
A pusztában böjtölő Jézus (William Dyce festménye, 1860 körül)

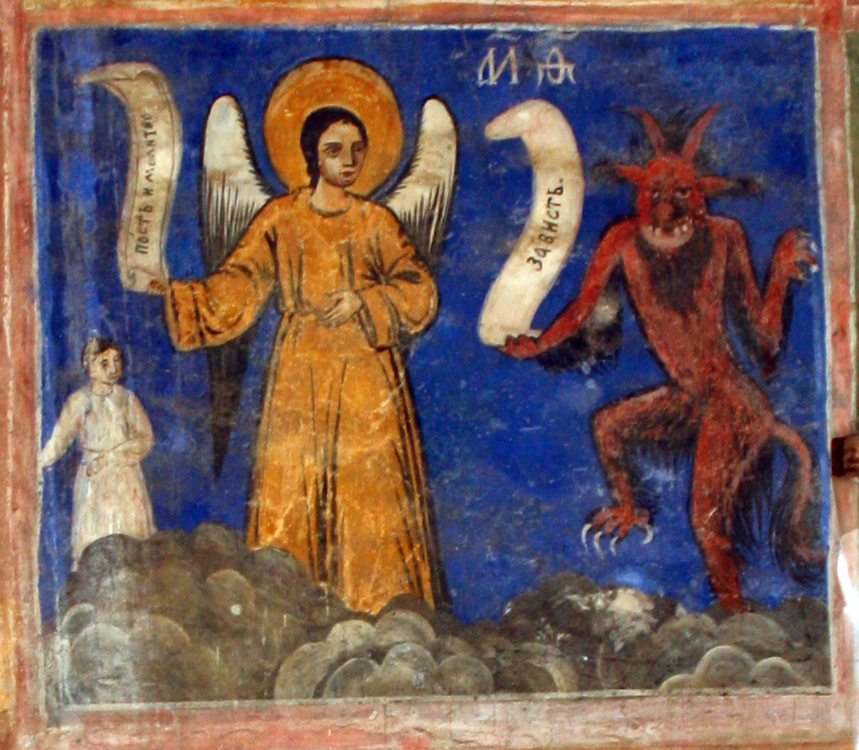
Az angyalként megszemélyesített böjtölés és imádkozás az ördögként ábrázolt irigységgel (bolgár freskó, 18. század)

Az ima és a böjt szorosan összekapcsolódott az Újszövetségben is a hívők életében. Jézus kiemelte, hogy mind a kettőre szükség van a gonosz elleni küzdelemben:
 "Ez a fajta (démon) semmivel sem űzhető ki, csak imádsággal és böjtöléssel"
A hegyi beszédben Jézus a sajátos feladatok közt említi az adakozást, az imádkozást, a megbocsátást és a böjtölést. Amikor ezek helyes gyakorlata jelen van az egyén életében Isten nem késlekedik a megjutalmazással.
Pál apostol figyelmeztette a hívőket a böjtölés és imádkozás fontosságára és az összetartásra, hogy ellen tudjanak állni a Sátán kísértéseinek.
Az első keresztények heti két nap böjtölést tartottak amely szokást a zsidóságtól vették át, de hogy azoktól eltérjenek, hétfő és csütörtök helyett leginkább szerdán és pénteken böjtöltek. Ezeken a napokon még éberebben irányították életüket Isten felé. Pál kemény apostoli munkája alatt nemcsak gyakran tűrte az éhséget, hanem ismételten böjtölt is. A korai egyház hűséges maradt ehhez a hagyományhoz: a böjt gyakorlata által a célja: hogy teljesen megnyíljanak az Úr kegyelme előtt.
A Didakhé felszólította a keresztényeket, hogy keresztség előtt 1-2 napot böjtöljenek.
 "A keresztelendő és a keresztelő böjtöljön a keresztelés előtt, ha lehetséges, a többiek is; a keresztelendőnek hagyd meg, hogy előzőleg egy vagy két napig böjtöljön."
Tertullianus korai egyházíró úgy ír a böjtről, mint amely közel visz bennünket Istenhez és hozzásegít, hogy tisztábban lássuk Istent és az Ő titkait, lehetővé teszi a vele való bizalmas viszony kiépítését.
A sivatagi atyák (3-4 századi egyiptomi szerzetesek) közül sokan naponta csak egyszer étkeztek. Úgy mondták, hogy 
"Aki szüntelenül megtölti a hasát étellel és itallal, az elhanyagolja az imádságot és nem tud hadat viselni a gondolatai ellen. Az éhezés és a virrasztás megtisztítja a szívet a rossz gondolatoktól, a testet a betegség támadásaitól, hogy a Szentlélek lakhelyévé tegye."
Gyakori volt köztük a több napos böjtölés is. Kezdetben a leggyakoribb szokás a minden másnap az ételektől való teljes tartózkodás volt. Később az a gyakorlat alakult ki, hogy jobb mindennap enni egy keveset mértékletesen, mint kétnaponta többet. Ahogy mondták: 
"Ha valaki egyszer eszik naponta, az szerzetes; ha kétszer, az testi ember, ha háromszor, az állat."
Aranyszavú Szent Péter, az 5. századi egyháztanító így nyilatkozott: 
"Három dolog élteti a hitet, állandósítja a buzgóságot, és őrzi meg az erényt: az imádság, a böjt és az irgalmasság. Amit imádkozva kérünk, amiért böjtöléssel esdeklünk, azt az irgalmasság cselekedetei által nyerjük el. Imádság, böjt, irgalmasság; ez a három egységbe tartozik, és egymást élteti."
Az őskeresztényekre hivatkozott John Wesley a metodista mozgalom kezdetén és senkit sem szentelt fel lelkésznek, aki nem vállalta, hogy minden szerdán és pénteken délután 4 óráig böjtöl.
A másokra rákényszerített böjtölést a középkori katolikus egyház büntetésként is alkalmazta. Míg néhány egyházi vezető, így pl. a későbbiekben II. János Pál pápa önként böjtölt Isten elsőségének kifejezéseként és a tökéletesedés eszközeként.

### Vallásos böjt napjainkban

#### Kereszténység
Ma a különféle keresztény felekezetek változó szigorral tartanak böjtöt, de leginkább csak részleges böjtöt, vagyis egyfajta diétát; például tartózkodnak húsok és tejtermékek fogyasztásától, illetve naponta csak egyetlen alkalommal étkeznek. Hittani értelemben megkülönböztethetőː 
- a természetes böjt ("jejunium naturale"), amely teljes táplálékmegvonást jelent;
- az egyházi böjt, amely bizonyos ételektől való megtartóztatástól vagy korlátozásból áll ("absztinencia").

##### Római katolikusok
A római katolikusoknál általánosan előírt ún. "böjtök": 
- Az adventi böjt, vagyis minden szerdán és pénteken, advent első vasárnapjától kezdve karácsonyig.
- A húsvét előtti negyven napos nagyböjt, minden nap. Ekkor az első (hamvazószerda) és utolsó előtti (nagypéntek) napján csak háromszor esznek, és nem esznek húst, és ez időszak péntekjein is tartózkodnak a hústól.
- A kántor böjt, vagyis szerdán, pénteken és szombaton az év minden negyedében.
- Vigilia böjtök a nagyobb ünnepek előtti napokon.

##### Ortodox kereszténység
A keleti egyházban ősi hagyománya van a nagyheti böjtnek, amikor nagycsütörtöktől a húsvétra virradó éjszakáig nem ettek. Ma a böjti fegyelem a hústól való megtartóztatásra terjed csak ki a nagyböjt minden szerdáján és péntekjén.
A görögországi Athosz-hegy szerzetesei minden hétfőn, szerdán és pénteken csak egyszer étkeznek egy keveset.

##### Más keresztény közösségek
A mormonok minden hónap első vasárnapján nem esznek spirituális és jótékonysági okokból. Azt a pénzt, amit ételre költöttek volna ezen időszak alatt, a szegények és szűkölködők megsegítésére ajánlják fel.
Az észak-amerikai amishok évi több böjtnapot tartanak.
Sok pünkösdi-karizmatikus közösség nagy hangsúlyt fektet az imával és Isten előtti megalázkodással összekötött (teljes) böjtre.

#### Iszlám
A böjt az iszlám öt pillérének egyike. A ramadán folyamán tartott böjt a legismertebb ilyen gyakorlat, amely a megtisztulás, az önfegyelem és az imádság hónapja. Mára viszont a ramadán a legtöbb helyen egy hónapos hatalmas éjszakai lakomává alakult át, ily módon megkérdőjelezhető a szerepe. A Korán a ramadánon kívül még rituális és bűnbánati böjtöket is előír.

#### Baháʼí
A muszlimokhoz hasonlóan a bahá'í követőinek is megvan a saját böjthónapjuk. Alának hívják. Minden márciusban tizenkilenc napig tartják a napkeltétől napnyugtáig tartó böjtöt. Ezt a gyakorlatot a baháʼí egyik legjelentősebb kötelezettségének tekintik, a napi kötelező imákkal együtt. Célja az önkontroll, a testi vágyaktól való tartózkodás gyakorlása. A böjt alól mentességet csak a terhes nők vagy betegek, valamint a 15 évnél fiatalabbak és 70 év felettiek kapnak. A böjt a navrúz fesztiváljával ér véget.

#### Judaizmus
A judaizmus követői évente több böjtnapot tartanak, a gyász és a bűnbánat napjain, ezek közül a legismertebb a jom kippur, vagyis az engesztelés napja.

#### Keleti vallások
A hinduizmus, a buddhizmus, a taoizmus, a dzsainizmus követői is tartanak böjti napokat illetve rövidebb-hosszabb böjtöket.

##### Buddhizmus
Buddha idejében a böjt a szerzetesi élethez tartozott ugyanúgy, mint a napi egyszeri étkezés. Napjainkban a buddhista szerzetesek és apácák a vinaja szabályok szerint a déli ebéd után a következő nap reggelig nem étkeznek és a dhammajut bhikkhuk (szerzetesek) naponta csupán egyszer vesznek magukhoz ételt. 

Az upószatha a buddhista önmegtartóztatás és böjt napja.

##### Hinduizmus
A hindu életviteli előírások a hold ciklusához és a vallási ünnepekhez igazított szigorú böjtrendet tartalmaznak. 
Sok hindu böjtöl, hogy megtisztítsa a lelkét vagy hogy áldást kérjen valakire, vagy hogy tiszteljen vagy közel legyen egy istenséghez. Mindenki maga dönti el, hogy mikor, mennyi ideig és hogyan böjtöl. A hinduizmusban nem írnak elő fix böjtidőket vagy böjti rituálékat..
Siva sok követője böjtöl az ő különleges napján, Shivaratri-n, míg Krisna követői a születésnapján, Dzsanmasthami-n böjtölnek. Más hinduk egészséget vagy bűneik bocsánatát kérik isteneiktől.
Egyes guruk gyakran nagyon aszketikus életet élnek, és hosszú ideig tartózkodhatnak mindentől. A hinduizmus vallásos aszkétáit, a szádhukat és a szvámikat a gyakori böjt jellemzi.

#### Újpogányság
A mai boszorkányság praxisában – sok más vallási irányzathoz hasonlóan – a rítusokat rövidebb-hosszabb böjt előzi meg. Ha az egyén ezt nem tartja be, akkor csak a saját dolgát nehezíti meg. Először is az emésztés során a szervezet elfoglalt. Az ebből adódó tunyaság meglehetősen hátráltatja, ha nem lehetetlenné teszi a transzcendenciával való egyesülést. A böjt másik fontos szerepe annak tisztító hatása. A szertartások megkövetelik a teljes megtisztulást testben és lélekben egyaránt.

#### A böjt jótékony hatásai
Egyes szerzők szerint a böjt és a mértékletesség pozitív hatásai többek közt:
- A böjt tisztává teszi az elmét és a szívet, és erősebbé az emlékezetet.
- A böjt állapotában az ember szíve lágyabb. A szívnek előnye származik az imából és az Isten előtti megalázkodásból. A böjt növeli az alázatot. A telítettség az érzéketlenséget, a fennhéjázást, a dicsekvést és a keménységet növeli.
- A böjt segít megtörni az alsóbb "én" vágyait és makacsságát. A teli gyomor az alsóbb ént erővel ruházza fel, és felizzítja vágyait.
- Az enyhe éhség állapotában a test gyorsabb és éberebb. Ha a gyomor tele, a test álmossá, lustává és óvatlanná válik.
- Az üresség állapotában az ember könnyűnek, vidámnak és szabadnak érzi magát.
- A böjt és a mértékletes életmód állapotában az ember kész imára és az Istenszolgálatra. Tele gyomorral aludni vágyik.
- A böjt és a mértékletesség segítségével a test egészségesebb. A túl sok evés beteggé és fáradttá teszi a testet.
- Az enyhe éhség állapotában az ember együtt-érzőbb és bőkezűbb. Akik soha nem tapasztalták meg az éhséget és a nélkülözést, azok nem érthetik meg a szegények szenvedéseit. A túlzott telítettség hatására az ember a zsugoriság és a felesleges költekezés között ingadozik, ami végül a vesztét okozhatja.

## Politikai böjt: az éhségsztrájk
A nyilvános böjt időről időre eszköze a tiltakozásnak, háborúk, társadalmi bajok és egyéb igazságtalanságok ellen.
Mahátma Gandhi élete során több ízben tartott több hetes éhségsztrájkot, ami eredményes és erőszakmentes politikai cselekvésnek bizonyult.
1920-ban, az írországi Cork börtönében két politikai okokból bebörtönzött rab kezdett éhségsztrájkba. Joseph Murphy a böjt 68. napján, McSwiney a 74. napján halt meg.
1968-ban Cesar Chavez mexikói amerikai 25 napig éhségsztrájkolt a bevándorló farmmunkások ellen elkövetett erőszakok elleni tiltakozásul.
1981-ben Bobby Sands kezdett éhségsztrájkba az észak-írországi Maze börtönében. A 64. nap kómába esett és a 66. napon meghalt. Az első 17 napról naplót írt. Utána még kilenc politikai rabtársa követte a halálba éhségsztrájkon keresztül.
2009 áprilisában Mia Farrow azért kezdett böjtölésbe, hogy felhívja a figyelmet a dárfúri konfliktus borzalmaira. Ezt 12 nap elteltével, orvosai tanácsára fejezte be.
Kubai börtönökben több politikai rab halt már meg éhségsztrájkja következtében. Az egyik legismertebb eset közülük 2010-ben, Orlando Zapata Tamayo éhhalála volt 80 nap után.

## Spirituális és terápiás böjt
A hosszú böjtölés során módosult tudatállapot jöhet létre, amely a pszichedelikus állapothoz hasonlít. A történelem során számos spirituális vezető böjtölt, hogy misztikus megnyilatkozások tanúja lehessen.
Az ókori görög filozófiai iskolák elsősorban a szellem megtisztulását várták a böjttől.

Püthagorasz – akit követői, a püthagoreusok már életében félistenként tiszteltek – 40 napos böjtöt követelt meg a tanítványaitól, mielőtt beavatta őket okkult filozófiai tanításaiba. Azt tartotta hogy csak az ilyen hosszú böjt képes tanítványai agyát annyira megtisztítani, hogy azok képesek legyenek befogadni az élet titkairól szóló tanításait. 

Platón, Arisztotelész és Szókratész is böjtöltek egy magasabb szellemi és fizikai teljesítmény elérése érdekében.
Az ókori árják heti egy napot böjtöltek, az ősi mongolok minden tizedik nap.

A perzsa Mithrász-kultuszban a misztériumba beavatott hívőknek hosszú böjtölésen kellett átesniük. 

Az ókori görögök és rómaiak az isteni titkok felismerését remélték a böjttől. A misztériumvallások és jóshelyek papjainak böjtölniük kellett hogy megtudakolják az istenek az emberek számára adott utasításait. A böjt által arra törekedtek, hogy elérjék a megtisztulást, az istenihez való hasonulást és vele való egyesülést.
A japánok, akik jellemzően vegetáriánusok voltak, hittek a böjt hatalmas erejében és különleges templomokban heteken át koplaltak. Narita templomában a résztvevők 1-5 hétig böjtöltek. 

Uszui Mikao japán szerzetes több hét böjt és meditáció után fejlesztette ki a reiki gyakorlatát.
A buddhista Bódhidharma szintén hosszú időn át meditált és böjtölt, mielőtt létrehozta a buddhizmus zen ágát illetve kidolgozta a saolin kungfu alapjait.
Aurelianus római császár "ha megbetegedett, soha nem hívatott orvost, hanem maga gyógyította magát, többnyire böjtöléssel"
Az indiai jógik és az amerikai indiánok is böjtöltek a testük feletti uralom eléréséért és hogy szellemük és lelkük megvilágosodjon. Az indián törzsek sámánjainak böjtölniük kellett, hogy kapcsolatba tudjanak lépni a természetfeletti hatalmakkal. Sok amerikai indián csoportnál, így a kikapu törzsnél is jellemzően csak azután lehetett valaki szellemi vezető, hogy a vadonba elvonulva hosszabb ideig böjtölt. A megvilágosodás a böjt idején jött el látomások vagy valamilyen más élmény által, és ekkor vált az egyén alkalmassá a szellemi vezető szerepére.
Az ősi druidáknál a böjt szintén a beavatás része volt.
A dél-afrikai zuluk úgy tartják, hogy csak a böjt során "látják meg a titkos dolgokat". Az ausztrál őslakók varázslói hosszú böjtöket tartanak hogy mágikus hatalmakat idézzenek meg. A böjtöt a nyugati világ médiumai is alkalmazzák a spirituális erő növelése céljából.
Rael (Claude Vorilhon), a Raeliánus mozgalom (UFO-vallás) alapítója hetente 24 órás böjtöt javasol.
A misztikus Saint-Germain grófról feljegyezték, hogy igen keveset evett és időnként több hétig böjtölt.
Mahátma Gandhi a politikai indítékok mellett az önmegtisztulás útjaként is alkalmazta a böjtöt. Mint írta, 
 "a böjti időszakok részei a lényemnek. Éppoly kevéssé tudok lemondani róluk, mint a látásomról. Ami a látást jelenti a külvilág számára, az a böjt belső világunk számára" 
Az indiai jógi és guru, Szvámi Mahesvaránanda számára, mestere böjtöt, meditációt és jógagyakorlatokat írt elő, hogy elméje mélyebb rétegeibe hatoljon és elérje az önmegvalósítás állapotát.
Ammá Máta Amritánandamaji indiai spirituális vezető köre a szellemi és testi megtisztulásért ajánlja a böjtöt.
A 20. század első felének egyik érdekes magyar embere Bicsérdy Béla volt, aki különleges képességeit a böjt, a nyers koszt és a helyes életmód követésével magyarázta.

## Gyógyböjt
A böjt, mint terápiás módszer már az ókori egyiptomiaknál fellelhető és valóságos tudománnyá fejlődött az ókorban, amelynek gyógyító erejét pontosan kikutatták és annak helyes alkalmazására utasításokat állapítottak meg, csakúgy mint a böjt utáni táplálkozásra vonatkozólag is. A gyógyböjt nagy jelentőségét csak az elmúlt évszázadokban fedezték fel újra és a 19. század végétől vezették be a természetgyógyászati/orvosi gyakorlatba. A böjtölés útján elérhető sikerek nagy feltűnést keltettek és mind több orvos kísérelte meg betegeinél a böjt alkalmazását, mint gyógymódot. A modern kori terápiás böjt egyik úttörője volt Edward H. Dewey. A magyar orvosok közül Bucsányi Gyula, Halász Henrik és Bródy Károly (aki a franciaországi Grasse szanatóriumának vezetője lett) voltak azok az úttörők a 20. század első felében, akik hangoztatták, hogy az emberek a túlzott és nem megfelelő táplálkozásukkal szerzett betegségeikből csak úgy szabadulhatnak meg, ha a soha nem pihenő szervezetet időnkénti táplálékmegvonással nyugalomba helyezik. A kommunizmus időszaka alatt a természetgyógyászat és az alternatív gyógymódok háttérbe szorultak, a rendszerváltás óta viszont újra reneszánszát éli a böjt (és annak léböjt-kúra változata).
A természetben élő vadállatok ösztönösen tudják mi a helyes és ha betegség vagy sérülés lép fel náluk, napokig vagy hetekig nem vesznek magukhoz táplálékot. A böjtkúra nemcsak a betegségek gyógyítására, hanem megelőzésére is alkalmas. Már a legősibb időkben a szervezet megfiatalításának egyik elismert gyógymódja volt.
A böjt célja az, hogy – a belső pihenésen át – a szervezetet hozzásegítse, hogy az gyógyítsa, méregtelenítse és újítsa meg önmagát. Az eddig rendszeresen magunkba tömött ételek feldolgozására lekötött energia felszabadul és a szervezet belső gyógyító ereje most teljes erőbedobással próbál szabadulni az évek során lerakódott káros anyagoktól és mérgektől. Kidob mindent (a beleken, veséken, tüdőn és bőrön át), ami zavarja és megbetegíti. Addig nem pihen ez a kitessékelő erő, amíg munkájában táplálkozással nem akadályozzák. A belső orvos hatalmas előnye bármilyen külsővel szemben, hogy soha nem hibázik, megfelelő időben és sorrendben tér rá a testben és a lélekben lévő lerakódásokra és csomókra, mivel úgy ismer bennünket, mint saját mély lényünk részét, jobban, mint ahogy mi tudatosan ismerjük magunkat. Leépíti a halott és a beteg sejteket, hogy majd a helyes táplálkozás során ezek helyébe új és fiatal sejtek lépjenek. A böjt alatt egy valóságos forradalmi állapot zajlik le a szervezetben. Először a test, majd a lélek és a gondolatok is mélyreható változáson és tisztuláson mennek keresztül. Ruediger Dahlke alapján a böjtölés nem csak a test kezelése, hanem egyfajta pszichoterápia is.
Aki böjtölni kezd, először is létének sérültségét tapasztalja meg, érzi a kellemetlenségeket, a testi és lelki melléktüneteket. Átmenetileg a böjtölő meglehetősen szerencsétlennek és megviseltnek is érezheti magát, de aki nem riad vissza ezektől a kezdeti tapasztalatoktól, idővel egyre több boldogító oldalát élheti meg a böjtnek. Amint a test kitisztul a böjt után, a koncentrálóképesség és a memória egyre inkább javulni kezd. Testünket az agy köti össze a lélekkel, és amikor az agysejtek megszabadulnak a mérgező anyagoktól, mi is megszabadulunk az idegeskedéstől, a szorongástól, a félelemtől. Szellemünk tiszta és szabad, gondolkodásunk logikus lesz. Éleslátásunk, realitásérzékünk megnő, ezáltal sokkal jobban átlátjuk a problémákat, és hamarabb megoldást is találunk rájuk. Érzékszerveink élesebbé válnak és a testünk rugalmasabb és energikusabb lesz. A valódi böjt pozitívan hat mind a testre, mind a lélekre és hozzásegít egy magasabb rendű léthez. Felébreszti a bennünk szunnyadó képességeket, kreatívabbá és frissebbé tesz. Megvalósítja azt, amit az ókori görögök úgy fogalmaztak, hogy ép testben ép lélek.
A böjt a test megtisztulásán át dimenziókat nyit meg a szellem és a lélek felé. Három nagy ajándékkal jutalmaz, testi, szellemi és lelki megtisztulással, amelyből csodás életerőt és egészséget meríthet az egyén. Paul Bragg alapján a rendszeres böjt és a természetes, megfelelő életmód segítségével megtalálhatjuk lelki egyensúlyunkat, ami a modern élet legnagyobb adománya. Agyunk olyan lesz mint egy szivacs, ami minden új tényt és tudást magába tud szívni. A legfontosabb ajándék pedig, hogy olyan belső békességet és lelki nyugalmat kapunk, ami életünket fantasztikus élménnyé varázsolja.
A hosszú böjtök nem kezdőknek valók. A böjtkúra olyan mély hatású gyógymód, amely alapos ismeretet és tudást igényel. A tudatlan vagy felelőtlen koplalás súlyos következményekkel is járhat.
Aki beteg, annak csak orvosi felügyelet alatt ajánlott a böjtölés.

### Egészségi alapon
- Paul Bragg
- Otto Buchinger
- Bicsérdizmus
- Böjttúra

### Vallási alapon
Kereszténység
- Nagyböjt
- Absztinencia

Iszlám
- Ramadán

Zsidó vallás
- Jom kippur

Buddhizmus
- Upószatha
  - Aszalha púdzsá
  - Mágha púdzsá
  - Púdzsá
  - Vassza (elvonulás az esős évszakban)
  - Vészák

Hinduizmus
- Tapasz